# Fagot
Fagot je dechový dřevěný hudební nástroj se strojkem z dvojitého třtinového plátku. Vznikl v Itálii v 17. století, jeho název pochází z italského fagotto – svazek, otep. Zpravidla je vyroben z javorového dřeva.

## Stavba a funkce

### Trup
Fagot se skládá z šesti částí:
(a) Hlavice (zvaná též komín)

(b) Basová roura (basová hůl)

(c) Křídlo

(d) Bota (koleno, dvojitá roura)

(e) Eso, zakončené strojkem

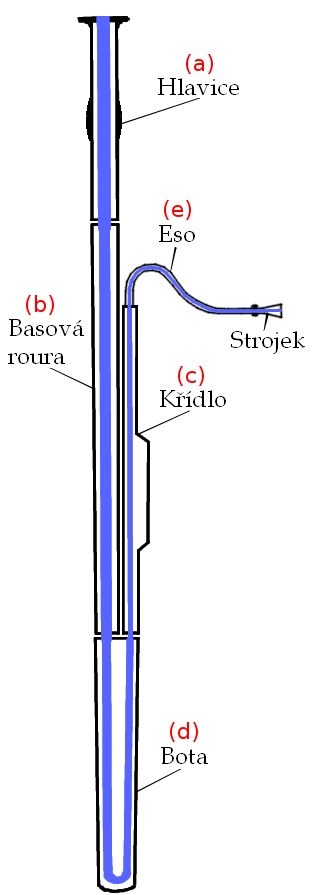
Průřez nástrojem

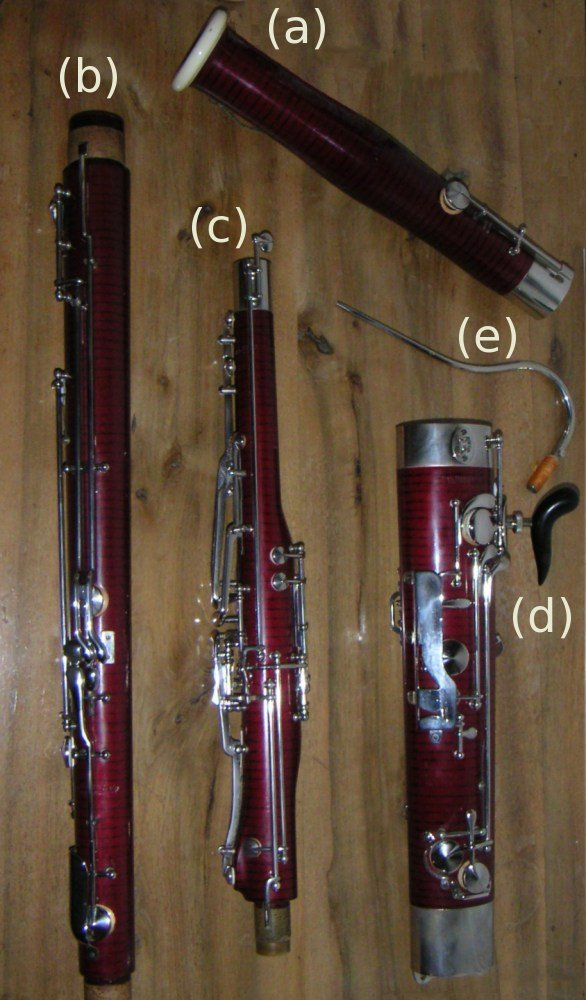
Části fagotu

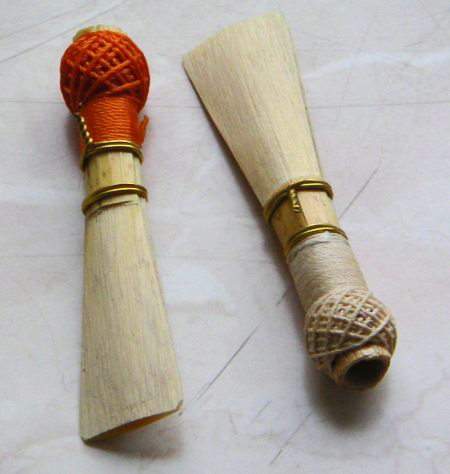
Fagotové strojky

Hlavice je nasazená na basové rouře, která je spolu s křídlem upevněná na botě; jednotlivé části viz obrázek vpravo dole. Na částech (a) – (d) se nachází klapky, které stejně jako u ostatních dechových nástrojů mění délku vzduchového sloupce a tím i výšku tónu. Fagoty se vyrábějí nejčastěji z javorového dřeva, francouzský typ z palisandru, vývrt je kónický, stejně jako u hoboje nebo saxofonu. Na botě je připevněná podpěra pravé ruky, která umožňuje hraní všemi pěti prsty. Do křídla je zasazeno eso, které se vyrábí z různých druhů kovů: niklová mosaz, mosaz, stříbro apod. Fagotisté mají několik různě dlouhých es (takto je možné fagot hrubě naladit), mírným povytahováním esa se fagot dolaďuje.
Nástroj je dlouhý 1,35 m, celková délka vzduchového sloupce je ale 2,59 m – vychází ze strojku a pokračuje přes eso, křídlo, botu, basovou rouru do hlavice.
U fagotu se neujal Boehmův systém a dnes se takřka výhradně používá jen Heckelův hmatový systém.

### Strojek
Samotný zvuk fagotu se tvoří ve strojku připevněném na esu. Proudem vzduchu z úst se strojek periodicky rozkmitá a kmity se přenesou na celý nástroj. Stejně jako u dalších dřevěných nástrojů se strojek vyrábí z trstě rákosovité (Arundo donax), příbuzné rákosu. Výběr strojku je velice důležitý, má obrovský vliv na kvalitu tónu. Strojek vydrží v průměru jeden až šest týdnů hry, poté se musí vyměnit. Strojky si proto často vyrábějí hráči sami.

### Zvukové vlastnosti
Fagot má neobyčejné výrazové a zvukomalebné vlastnosti. V nejnižších polohách je jeho tón bručivý, hlubokými tóny skladatelé často vyjadřují tragiku či ponurost. Staccatem v nízkých polohách ale lze také vyjádřit komičnost. V jednočárkované oktávě má fagot nejbohatší tón, pomocí něj se často vyjadřuje lyrická nebo milostná nálada. Nejvyšší tóny mají útlý zvuk.
Fagot je laděn v C. Nejnižší tón je kontra B, ale od konce 19. století skladatelé občas používají i kontra A, které se dá zahrát pomocí speciální zvětšené hlavice. Její používání ale negativně ovlivňuje zvukové vlastnosti nástroje, proto je používána jen v nutných případech. Profesionálové bez problémů zvládají hrát tóny do e², jako hratelné se ještě uvádí a², vyšší tóny se dají zahrát jen s velkými obtížemi.

### Notový zápis
Notový zápis pro fagot je nejčastěji v basovém klíči, ale v delších pasážích se používá i tenorový nebo houslový klíč.

## Historie
Ve středověku se používaly hluboké dvouplátkové nástroje, byly ještě vyráběny z jednoho kusu dřeva jako basový bomhart nebo raket. Přímým předchůdcem moderního fagotu je dulcian.
Fagot vznikl v 17. století, kdy začali nástrojaři stavět původní dvouplátkové nástroje z více kusů dřeva, nový nástroj se italsky označoval jako fagotto (svazek). Takto se mohla zvýšit preciznost opracování (již se nemusel vrtat jen jeden velký kus dřeva, ale více menších), což mělo za následek výrazné zkvalitnění tónu. Fagot se také stal mimořádně skladným, na rozdíl od dalších basových nástrojů jako např. kontrabas nebo kontrafagot, který nelze rozložit do více částí.
Původně měl fagot jen několik klapek a více dírek, postupně k němu byly přidávány další klapky umožňující především hraní vyšších tónů. Německý nástrojař Johann Adam Heckel vynalezl ve 30. letech 19. století nový klapkový systém pro fagot, který se na většině nástrojů používá dodnes. Jen ve Francii se občas používá odlišný Buffetův systém, s kterým se sice snáze dosáhne vyšších tónů, ale zvuk fagotu je poněkud méně sytý.

## Podobné nástroje
- Kontrafagot (poprvé zkonstruovaný v r. 1620 v Berlíně), se stejnou notací, zní ale o oktávu níže.
- Kvintový fagot (neboli tenorový), též zvaný fagottino, laděný in G – tedy o kvintu výše; má menší rozteč dírek a klapek a používá se zejména pro výuku dětí.
- Dále byl zkonstruován kvartový fagot, laděný o kvartu níže, a subkontrafagot, laděný o kvartu níže než kontrafagot. Oba tyto fagoty se dnes již nepoužívají.

## Použití v hudbě

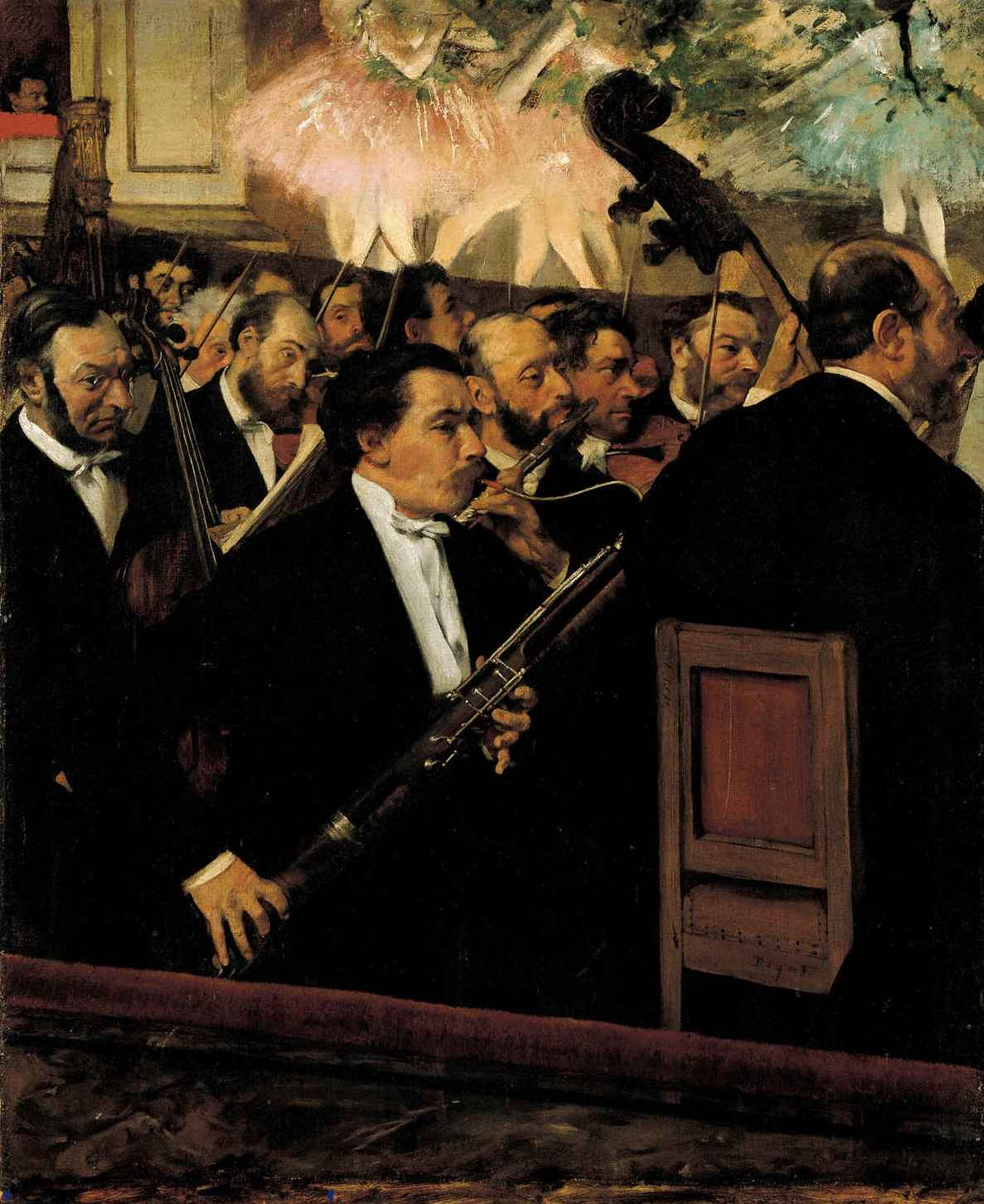
Edgar Degas: L’Orchestre de l’Opéra

### Sólová hra
V baroku ještě moderní fagot neexistoval, skladatelé komponovali sólové skladby pro jemu příbuzné basové dvouplátkové nástroje. 40 fagotových koncertů od Antonia Vivaldiho je psaných původně pro dulcian. První důležité dílo pro moderní fagot je Telemannova Sonáta f moll, další důležité barokní skladby pro tento nástroj zkomponovali Johann Friedrich Fasch, Joseph Bodin de Boismortier a Benedetto Marcello.
Nejznámější klasicistní a raně romantické fagotové koncerty složili Wolfgang Amadeus Mozart, Carl Maria von Weber a Johann Nepomuk Hummel, další důležitá fagotová díla zkomponovali Jan Křtitel Vaňhal, Karel Stamic nebo Franz Danzi.
Po Heckelově reformě fagotu v 30. letech 19. století se fagot čím dál více prosazoval jako sólový nástroj. Nejdůležitější díla pro moderní fagot složili Camille Saint-Saëns, Paul Hindemith, Alexandre Tansman nebo Richard Strauss.

### Komorní hra
Fagot má důležitou úlohu v mnoha dechových komorních dílech, kde je nejčastěji nejhlubším nástrojem. Objevuje se též ve smíšených souborech (dechové a smyčcové nástroje), například v dílech Franze Schuberta nebo Ludwiga van Beethovena. Existuje také mnoho trií a duet s fagotem jako jedním z nástrojů.

### Použití v orchestru
V renesanci a baroku hrál fagot takřka výhradně generálbas, spolu s violoncellem, kontrabasem a cembalem. Od klasicismu již měl fagot daleko více melodických funkcí spolu a skladatelé začali využívat jeho zvukomalebných vlastností k vykreslení různých nálad.
V klasickém komorním orchestru jsou přítomny dva fagoty, v symfonickém ještě jeden kontrafagot.